# Peter Foldes
Peter Foldes (nascut Földes Péter Mihály, Budapest, 22 d'agost de 1924 - París, 29 de març de 1977) va ser un director i animador de nacionalitat britànica.

## Biografia
Peter Foldes, nascut a Budapest, va ser un dels artistes hongaresos (un altre fou el compositor Mátyás Seiber) que va acabar treballant amb el compatriota John Halas en les pel·lícules d'animació d'aquest últim després de traslladar-se a Gran Bretanya el 1946. Després de deixar Halas, Foldes va fer diverses pel·lícules d'animació en col·laboració amb la seva esposa britànica Joan (n. 1924), a partir de les al·legòriques Animated Genesis (1952), On Closer Inspection (1953) i A Short Vision (1956).
A Short Vision es va convertir en una de les pel·lícules d'animació britàniques més influents mai realitzades, quan es va projectar a la televisió nord-americana com a part del popular Ed Sullivan Show. Tot i que es va aconsellar als nens sortir de la sala mentre s'emitia, encara va causar indignació i alarma amb la seva representació gràfica dels horrors de la guerra nuclear. A la pel·lícula, les criatures salvatges fugen del terror com un estrany míssil vola per sobre els seus caps. Al passar per sobre de la ciutat adormida, els líders i savis del món miren cap amunt. El míssil esclata destruint els humans, les criatures salvatges i la mateixa Terra. Va captar l'estat d'ànim de l'època, ja que a mitjans dels anys cinquanta va ser el punt àlgid tant de la guerra freda com de la paranoia nuclear.
Més tard, Foldes es va traslladar a París, on es va convertir en un pioner en l'animació per ordinador. Foldes va ser un dels primers animadors a utilitzar el mètode tweening. A la dècada de 1960 va treballar per al Servei de Recerca de la ORTF. És un dels pioners de l'animació per ordinador amb la seva pel·lícula Hunger, que també va rebre el premi del Jurat en la categoria de "curtmetratges" al 27è Festival Internacional de Cinema de Canes així com a nominació a l'Oscar a la millor pel·lícula d'animació.

## Filmografia
- 1952 : Animated genesis, curtmetratge d'animació
- 1956 : A Short Vision, curtmetratge d'animació[1][3]
- 1964 : Un Appétit d'oiseau, curtmetratge d'animació
- 1965 : Dim Dam Dom, sèrie de televisió
- 1968 : La Belle cérébrale, curtmetratge
- 1969 : Je, tu, elles...
- 1971 : Metadata, curtmetratge d'animació
- 1971 : Narcissus, curtmetratge d'animació
- 1974 : Hunger, curtmetratge d'animació
- 1977 : Rêve, curtmetratge d'animació
- 1977 : Visage, curtmetratge d'animació

## Pintures
- « Histo - Art N°1 », 1962, oil on canvas, 161 x 129 cm[4]